# Brabham BT26
 (juillet 2025).
Si vous disposez d'ouvrages ou d'articles de référence ou si vous connaissez des sites web de qualité traitant du thème abordé ici, merci de compléter l'article en donnant les références utiles à sa vérifiabilité et en les liant à la section « Notes et références ».
Pour les articles homonymes, voir Brabham.
Chronologie des modèles (1968 - 1969)
Brabham BT24 Brabham BT33
La Brabham BT26 est la première monoplace de Formule 1 munie d'ailerons. Au début, ils étaient mobiles mais, interdits en 1969, ils sont remplacés par des ailerons fixes.